# 嶺莊園 (佛羅里達州)
里奇莊園（英語：Ridge Manor）是位於美國佛羅里達州赫爾南多縣的一個人口普查指定地區。

## 地理
里奇莊園的座標為28°29′57″N 82°10′53″W / 28.49917°N 82.18139°W，而該地最高點為海拔高度21米（即69英尺）。

## 人口
根據2010年美國人口普查的數據，里奇莊園的面積為23.40平方千米，當中陸地面積為22.40平方千米，而水域面積為1.00平方千米。當地共有人口4513人，而人口密度為每平方千米192人。